# Shelagh
Shelagh ist ein weiblicher Vorname.

## Herkunft und Bedeutung
Shelagh ist eine irische Form des Vornamens Cäcilie.

## Namensträgerinnen
- Shelagh Delaney (1938–2011), britische Schriftstellerin
- Shelagh Donohoe (* 1965), US-amerikanische Ruderin
- Shelagh Fraser (1920–2000), britische Theater- und Filmschauspielerin sowie Autorin
- Shelagh Ratcliffe (* 1952), britische Schwimmerin